# ریوجی میچیکی
ریوجی میچیکی (به انگلیسی: Ryuji Michiki) بازیکن فوتبال اهل ژاپن و عضو تیم ملی فوتبال ژاپن است که در تاریخ ۱۳ اکتبر ۱۹۹۶ میلادی اولین بازی ملی‌اش را انجام داد. او در ۴ بازی ملی حضور داشت و آخرین بازی ملی خود را در تاریخ ۱۳ اوت ۱۹۹۷ میلادی انجام داد. ریوجی میچیکی در بازی‌های ملی‌اش
گلی به ثمر نرساند.